# Sarah Parish
Pour les articles homonymes, voir Parish.
Sarah Parish est une actrice anglaise née à Yeovil (Angleterre) le 7 juin 1968.
Elle est connue pour sa participation aux séries télévisées Peak Practice, Hearts and Bones, Cutting It, Doctor Who, Mistresses, Monroe.

## Vie privée
Elle est la fille de Bill et Thelma Parish, elle a une sœur, Julie et un frère musicien, John.
Le 15 décembre 2007, elle épouse l'acteur James Murray. En mai 2008, elle donne naissance à Ella-Jane, une petite fille née prématurément de cinq semaines, atteinte d'une malformation cardiaque. Bien qu'elle ait subi deux opérations, la petite fille succombera à la suite de complications, en janvier 2009 alors qu'elle n'a que huit mois. En son honneur, le couple organise une collecte de fonds et tous les bénéfices sont reversés au service de soins intensifs pour enfants de l'hôpital général de Southampton.
Le 21 novembre 2009, Sarah donne naissance à une seconde fille, Nell, née également prématurément, mais en bonne santé.

## Filmographie

### Cinéma
- 1998 : Parting Shots : Réceptionniste de l'agence de pub
- 1998 : Middleton's Changeling : Détenu de l'asile
- 2005 : L'Escorte : TJ
- 2006 : The Holiday de Nancy Meyers : Hannah

### Télévision

#### Téléfilms
- 2001 : Smoke
- 2002 : Impact : Gaynor Crosswell
- 2002 : Sirens : Ali Pearson
- 2003 : Un amour absolu : Lydia Gray
- 2003 : Reversals : Dr Charlotte Woods
- 2005 : Our Hidden Lives : Maggie Joy Blunt
- 2006 : Mortelles retrouvailles : Sharon Myers
- 2006 : Aftersun : Sue
- 2007 : Recovery : Tricia Hamilton
- 2007 : Sex, the City and Me : Jess Turner

#### Séries télévisées
- 1994 : The Bill : Linda Pincham
- 1997-1999 : Médecins de l'ordinaire : Dawn Rudge
- 1998 : Babes in the Wood : Roxy
- 2000 : Beast : Helen
- 2000 : City Central : Karen Ridley
- 2000 : Brotherly Love : Julia Empthorpe
- 2000 : Kiss Me Kate : Liz
- 2000-2001 : Hearts and Bones : Amanda Thomas
- 2001 : The Vice : Jane Farrell
- 2001 : Table 12 : Sharon
- 2002-2005 : Cutting It : Allie Henshall
- 2003 : Trust : Annie Naylor
- 2004 : Blackpool : Natalie Holden
- 2005 : Monkey Trousers
- 2005 : Beaucoup de bruit pour rien (Téléfilm réalisé par Brian Percival - Titre original : Much Ado About Nothing) : Béatrice
- 2006 : Agatha Christie's Marple : Evie Ballantine
- 2006 : Girls on the Bus : Cassidy Long
- 2006 : Doctor Who (Le Mariage de Noël) : Impératrice des Racnoss
- 2007 : Director's Debut : Fleuriste
- 2008-2010 : Mistresses : Katie Roden
- 2009 : Merlin : Lady Catrina/Le troll (Épisode 5 et 6 de la saison 2)
- 2010 : Les Piliers de la terre : Regan Hamleigh
- 2011 : Monroe : Dr Jenny Bremner
- 2012 : Hatfields & McCoys : Levicy Hatfield
- 2013 : Hercule Poirot : Flossie Monro
- 2013 : Breathless : Margaret Dalton
- 2014-2015 : W1A: Anna Rampton
- 2013-2015 : Atlantis: Pasiphae
- 2017 : Broadchurch : Cath Atwood (saison 3)
- 2017 : Commissaire Bancroft : commissaire Elizabeth Bancroft
- 2018 : Medici : Le Magnifique : Lucrezia de' Medici
- 2019 : Medici : Power and Beauty : Lucrezia de' Medici
- 2020 : Industry
- 2021 : Ne t'éloigne pas : Lorraine (8 épisodes)
- 2024 : Geek Girl : Jude Paignton